# C/2014 J1 (Catalina)
C/2014 J1 (Catalina) — одна з короткоперіодичних комет типу комети Галлея. Ця комета була відкрита 9 травня 2014 року; вона мала 18.2m на час відкриття.